# Leonor de Woodstock
Leonor de Woodstock (em inglês:  Eleanor; em neerlandês:  Eleonora; Palácio de Woodstock, 18 de junho de 1318 – Abadia de Deventer, 22 de abril de 1355) foi uma princesa inglesa por nascimento. Ela foi condessa, e mais tarde, duquesa de Gueldres e Zutphen como esposa de Reginaldo II de Gueldres. Quando foi acusada de ter lepra pelo conselheiro do marido, enfrentou o conde na corte que desejava anular o casamento; no entanto,  ele foi obrigado a aceitá-la de volta após Leonor provar a todos que não sofria da doença. 
Após a morte de Reginaldo, tornou-se regente em nome do filho mais velho, Reginaldo III, por um breve período, de 1343 a 1344, até ser forçada a renunciar. Anos depois, encorajou a rebelião do filho mais novo, Eduardo, o que a levou a ter os seus bens confiscados, e a se retirar da vida pública. Passou a morar em Veluwe, hoje uma província da Guéldria. Foi mecenas de mosteiros, além de fundadora da Abadia de Deventer, onde faleceu e foi sepultada. 

## Família
Leonor foi a primeira filha, terceira e penúltima criança nascida do rei Eduardo II de Inglaterra e da princesa Isabel de França.
Os seus avós paternos eram Eduardo I de Inglaterra e Leonor de Castela. Os seus avós maternos eram o Filipe IV de França e Joana I de Navarra.
Ela teve dois irmãos mais velhos: o rei Eduardo III, casado com Filipa de Hainault e João de Eltham, Conde da Cornualha, que morreu aos 20 anos de idade. Também teve uma irmã mais nova, Joana, rainha da Escócia como esposa de Davi II.

## Biografia

### Infância e noivados
Ao nascer, Leonor recebeu o seu nome em homenagem à avó paterna, Leonor de Castela. Feliz com o nascimento da filha, o rei Eduardo II gastou a quantia equivalente a £333 para o banquete do churching da rainha Isabel, um tipo de cerimônia onde uma benção é dada à mãe após ela se recuperar do parto. Eduardo também deu a esposa uma quantia de 500 marcos. No início, Leonor e seus irmãos ficaram sob os cuidados da mãe, e receberam uma educação digna de sua posição. A rainha era uma mãe carinhosa e ambiciosa, e os seus filhos permaneceriam devotados a ela pelo resto de sua vida. As crianças moravam com a mãe no Castelo de Wallingford. Eduardo II também conferiu à família a mansão em Macclesfield, além do castelo e honra de High Peak, em Derbyshire, para garantir a renda deles.
Em 1324, hostilidades surgiram entre a França e a Inglaterra. Os favoritos do rei, Hugo Despenser, o Jovem e o pai dele Hugo Despenser, o Velho, aproveitaram para acusar Isabel de ser uma inimiga do estado, pois ela era francesa. Eles reduziram drasticamente a renda da rainha, confiscaram suas terras, enviaram os servos da rainha embora, e tiraram a guarda de seus três filhos mais novos. Por isso, João, Leonor e Joana foram colocados sob os cuidados da prima Leonor de Clare e da irmã de Despensar, Isabel. Leonor de Clara era sobrinha de Eduardo II como filha da irmã dele, Joana de Acre, além de ser esposa de Hugo Despenser, o Jovem. Mais tarde, Leonor foi enviada para a residência de Isabel Despenser, casada com o padrasto de Leonor de Clare, Ralf de Monthermer. As crianças, então, passaram a viver nas residências de Monthermer, nos castelos de Pleshy e de Marlborough.
Isabel partiu, em 1325, junto ao herdeiro, o príncipe Eduardo, para a França, onde prestariam homenagem ao rei francês, que era o irmão de Isabel, Carlos IV, pois os reis da Inglaterra detinham o Ducado da Aquitânia no território francês. Leonor permaneceu na Inglaterra, provavelmente sob os cuidados do pai. Nesse mesmo ano, houve negociações para um possível casamento entre a princesa Leonor e Afonso XI de Castela, e também entre o príncipe Eduardo e uma princesa castelhana. Contudo, o noivado fracassou devido a desacordos sobre a questão do dote.
Durante a época de crise com a família Despenser, a rainha Isabel triunfou, em 1326, e reencontrou os filhos em Bristol, onde eles estavam sob a guarda de Hugo Despenser, o Velho. No seu retorno, trouxe consigo um exército e depôs o seu marido, Eduardo II, que foi capturado, junto com os seus favoritos. Ambos os Hugos foram executados por traição, e o pai de Leonor provavelmente foi assassinado no Castelo de Berkeley, em 1327, embora existam relatos de sua possível sobrevivência e fuga para a Itália.
A partir de 1328, Leonor passou a viver em Londres, na corte do irmão, agora o rei Eduardo III, e de sua nova esposa, Filipa de Hainault, que tornou-se a guardiã da menina. Em 1328, como parte do Tratado de Edimburgo-Northampton, Joana, de apenas 7 anos, irmã de Leonor, se casaria com futuro rei, David II da Escócia, que tinha 4 anos; Leonor e Isabel acompanharam a princesa até Berwick-upon-Tweed, a cidade mais ao norte da Inglaterra que fazia fronteira com a Escócia, para o casamento, em julho de 1328.
Em janeiro de 1330, o Parlamento foi reunido para discutir as futuras relações da Inglaterra com a França. Em 1329, em Amiens, foi sugerido e discutido um casamento entre Leonor e o futuro João II de França. Já no ano seguinte, foi considerado outro noivo, o futuro Pedro IV de Aragão. No entanto, ambos os noivados não chegaram a acontecer.

### Casamento e viagem
Apesar dessas negociações para casar a princesa com um futuro rei, ela acabou se casando com alguém de posição inferior, o conde Reginaldo II de Gueldres e Zutphen territórios que faziam parte do Sacro Império Romano-Germânico na época. O conde era 23 anos mais velho do que a jovem. A união foi arranjada por Eduardo III e a prima da rainha Isabel, Joana de Valois, Condessa de Hainaut, sogra de Eduardo.
Reginaldo, que era viúvo de Sofia Berthout desde 1329, com quem teve quatro filhas, era filho de Reginaldo I de Gueldres e de Margarida de Flandres. Gueldres, o mais antigo principado no Baixo Reno, dominava a área desde o século XIV. Era relativamente grande, e possuía uma localização estratégica no atual Países Baixos. Reginaldo já havia visitado a Inglaterra em 1331, durante os primeiros anos do reinado de Eduardo III. Embora ele não tivesse tanto poder quanto outros governantes de outros estados nos Países Baixos, ele era bem conhecido por sua habilidade e proeza militar.
Reginaldo tinha teve uma desentendimento com o pai dele, em 1316, e ao argumentar que ele não podia mais cuidar de suas posses, ele tomou as rédeas da administração dos territórios. Reginaldo I foi aprisionado pelo filho no Castelo de Montfort durante seis anos, e após a morte dele, Reginaldo II se tornou o novo conde de Gueldres e Zutphen. Por isso, além de possuir uma pele bem escura segundo os cronistas, sua reputação e cárater também eram considerados assim.
Na época, os Países Baixos dependiam muito do comércio de lã com a Inglaterra para a tecelagem. Reginaldo tomou a decisão de fazer uma aliança com Eduardo III contra a França, e durante a primeira fase da Guerra dos Cem Anos, permaneceu como um de seus aliados mais próximos. A ideia do casamento era, na verdade, secundária à aliança. É possível que o sogro de Eduardo, Guilherme I, Conde de Hainault, junto com o imperador alemão, tivesse um interesse numa aliança da Inglaterra com Gueldres, promovendo ou iniciando, então, o projeto de sua própria iniciativa.
No outono de 1331, o rei organizou um torneio para cavaleiros. Segundo um cronista londrino, a bela Leonor, de 13 anos, era uma convidada de honra. Agora ela possuía o seu próprio agregado doméstico. Foram feitos os contratos nupciais para o seu casamento com o conde, e os preparativos para a cerimônia. O vestido de noiva era feito de tecido de ouro espanhol, bordado com seda, acompanhado de um manto de veludo carmesim, e um véu branco. O seu enxoval incluía toucas, luvas e sapatos feitos de couro de Cordóva, cortinas de cama de veludo verde e cortinas de seda, especiarias, pães de açúcar e uma biga pintada com acolchoado de veludo roxo adornado com estrelas douradas. O casamento por procuração aconteceu em 20 de outubro de 1331.

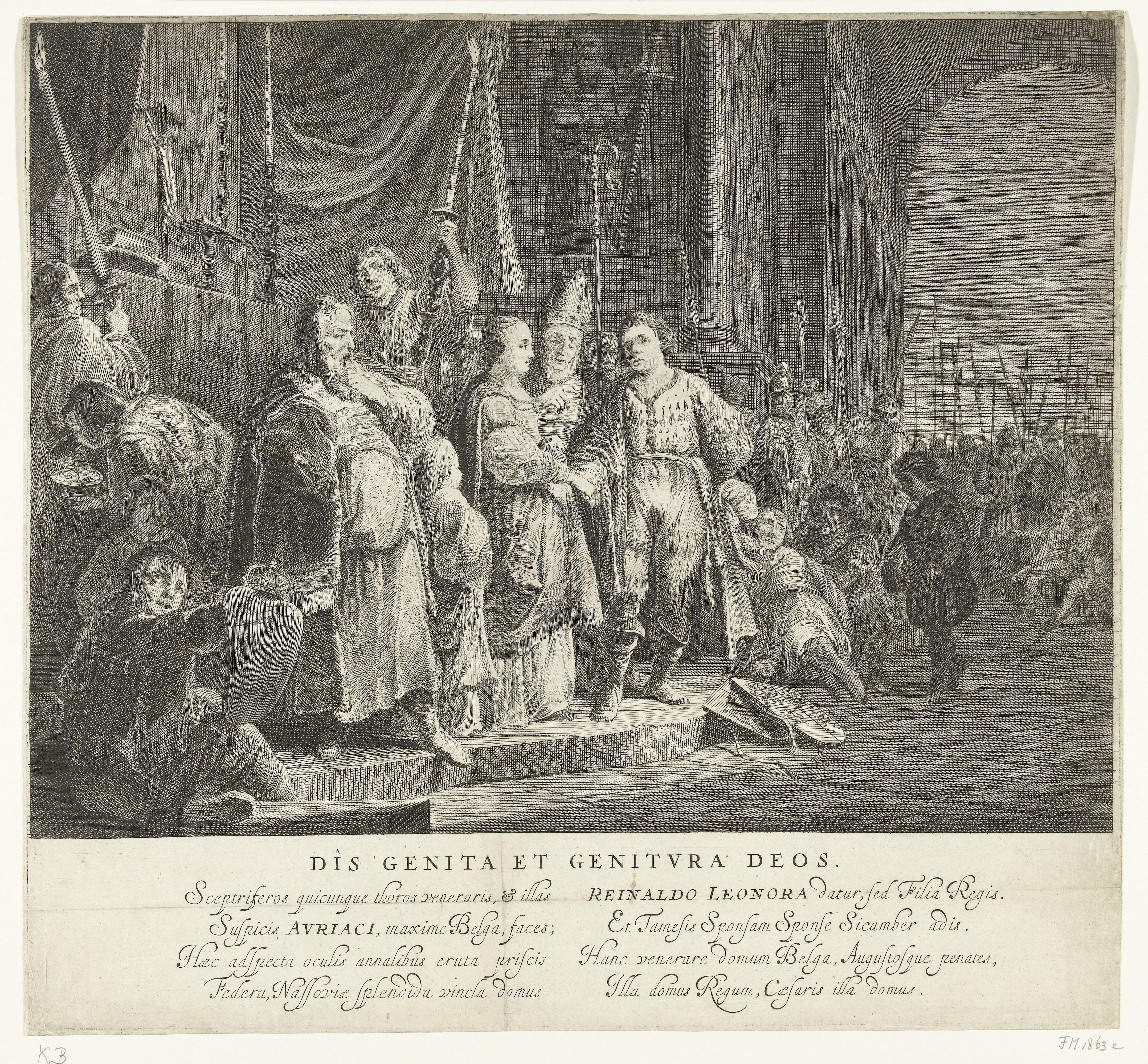
Tableau vivant alegórico com o casamento de Reginaldo e Leonor, em 1332. A imagem foi exibida no portão do teatro erguido na Praça Dam, perto de Damsluis, durante a visita da rainha inglesa Henriqueta Maria de França a Amsterdã, de 20 a 22 de maio de 1642.

Antes de deixar o seu país natal, em 5 de maio, Leonor deu esmolas para 24 pessoas carentes, além de um presente especial para um eremita. Ela partiu da cidade de Sandwich, um dos Cinco Portos da Inglaterra medieval. Os presentes que Leonor trouxe consigo para a sua nova corte, destacam a importância da coroa inglesa. A carruagem que carregou Leonor durante sua viagem possuía um dossel de veludo roxo, bordado com estrelas e a lua crescente em linha dourada. No centro de cada estrela, havia uma pedra incrustada. O lado externo da carruagem era coberto por tecido verde e vermelho. As cores não apenas representavam a imensa riqueza e o poder da coroa, elas também tinham significado simbólico. O vermelho representava a personificação da realeza, e o verde servia para encorajar e sintentizar a fertilidade. Essas escolhas de cores, portanto, demonstravam o poder da princesa como uma mãe em potencial. A carruagem também possuía vários brasões de armas entalhados na estrutura, o que, novamente, enfatizava a sua legitimidade como uma filha real, e o seu papel a desempenhar na sucessão da dinastia. Até mesmo as selas dos cavalos, que eram feitas de couro vermelho, tinham os brasões de Gueldres e da Inglaterra pintados nelas.
Conforme Leonor viajava através da França para ir se encontrar com o seu novo marido, ela exibia uma mensagem poderosa sobre a riqueza do reino da Inglaterra para todos que a viam. Além da cortina de cama de seda verde que trazia consigo, a própria cama também era feita de veludo verde, e tinha gravados nela os brasões de Gueldres e da Inglaterra. As sedas da cortina originavam de Trípoli, e também havia uma colcha com imagens de caça nela. Leonor também carregava especiarias raras, um sinal de que a influência do rei inglês era vasta. De presente da corte inglesa, o noivo recebeu dois palafréns, seis cavalos de carga, e seis cavalos de carroças. Vários oficiais em Gueldres ganharam um broche de ouro com pedras preciosas, um cinto decorado com pérolas, um vermeil de prata enfeitado, e um ell de seda bordado com fio de ouro, e grandes pérolas orientais.
As despesas com o guarda-roupa da princesa eram tão exorbitantes, que o irmão dela teve de solicitar ajuda financeira extra de várias casas religiosas na Inglaterra. Ele escreveu para eles:
"Porque, para o casamento de nossa querida irmã, Leonor, com o nobre, Reginaldo, Conde de Gueldres, nós contraímos uma dívida muita grande, como de fato nos convinha fazer, para preservar a nossa honra real, e desde que nós estamos, por conta disso, devendo para mercadores, nós lhe imploramos que nos conceda, nesta ocasião, um subsídio para que nós estejamos especialmente agradados ao seu favor em qualquer petição que vocês possam, daqui em diante, fazer-nos."

### Vida na corte
Quando desembarcou em Sluis, no dia 10, ela deu um Pêni antigo para 40 pessoas carentes. Essas oferendas podem ter estado associadas com orações para uma travessia segura pelo mar, e como graças à chegada em terra firme. A princesa recebeu uma recepção calorosa dos súditos do marido. A cerimônia aconteceu em maio de 1332, na cidade de Nimega, um pouco antes do aniversário da noiva de 14 anos, e quando Reginaldo tinha cerca de 37 anos de idade. O casal passou a residir no Castelo de Rosendael. Além de ajudar o cunhado na guerra contra a França, Reginaldo também o ajudou militarmente nas guerras com a Escócia.
A Abadia de Deventer conhecida oficialmente como Igreja Católica Romana de São Lebuíno (em neerlandês:  Broederenkerk), hoje na província de Overissel, foi construída entre 1335 a 1338 sob as ordens de Leonor, e fazia parte da Ordem dos Franciscanos.
Leonor e Reginaldo tiveram dois filhos, Reginaldo e Eduardo. Após o nascimento do segundo filho, em 1336, problemas surgiram no casamento. Um cronista alemão relatou que Reginaldo ficou confuso, e começou a confiar mais em Jan Moliart, o seu capelão, chanceler, e principal conselheiro. Segundo o cronista, ele possuía completo controle sob o conde. Os oponentes de Moliart o acusaram de isolar Reginaldo, e de mantê-lo afastado de sua esposa. Moliart teria espelhado rumores de que Leonor sofria de lepra, o que levou o conde a bani-la da corte. A duquesa residia no Castelo de Rosendael, provavelmente com o filho mais novo, porém, não se sabe se ela manteve a custódia do filho mais velho, Reginaldo, que era o herdeiro do pai.

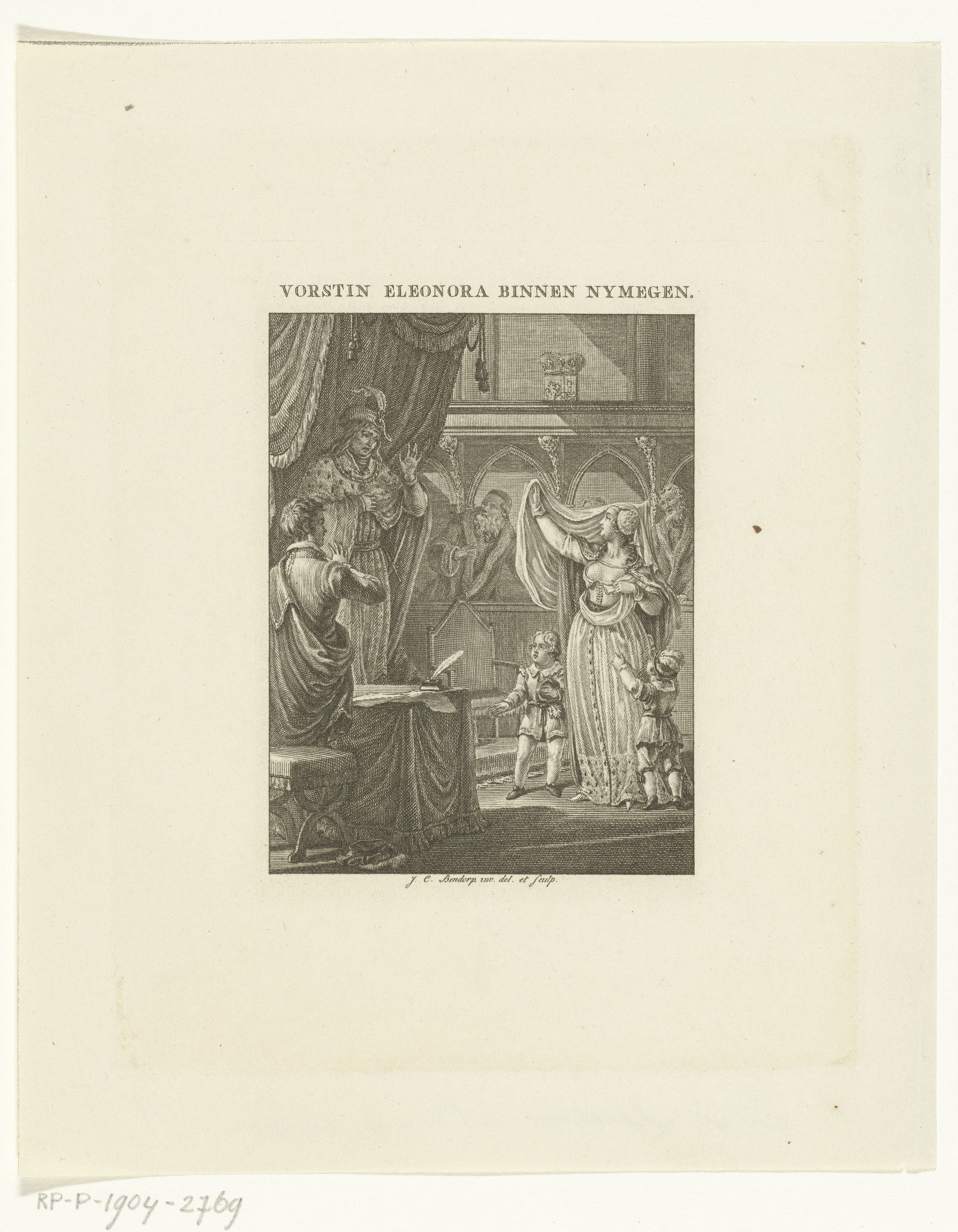
Gravura no Museu Estatal de Amesterdão que mostra Leonor se despindo na frente da corte para provar que não tinha lepra.

Apesar da duradoura aliança inglesa que tinha com o cunhado, Eduardo III, o conde tentou anular o casamento, provavelmente influenciado pelo seu conselheiro, que estava em contato com o rei da França numa tentativa de iniciar uma aliança com Gueldres. Ao saber disso, Leonor, enfurecida, saiu de Rosendeal e se dirigiu até Valkhof, um palácio real em Nimega, onde o marido se reunia com o seu conselho, para contestar o anulamento. Na frente da corte, a condessa tirou o seu manto e expôs os seus braços para provar que não tinha lepra, além de ter apontado para os seus “filhos extraordinariamente lindos” como outra forma de evidência. Dessa forma, Reginaldo foi obrigado a aceitá-la de volta.
Após esse confronto, Leonor passou a viver na província de Veluwe, onde possuía a sua própria corte, e cultivava um círculo de seguidores fiéis. Em março 1339, a condessa tornou-se duquesa de Gueldres com a elevação do estado à ducado. Ele também virou vassalo da Frísia Oriental. Essa decisão ocorreu devido ao apoio que Reginaldo deu ao imperador Luís IV do Sacro Império Romano-Germânico, numa luta pelo poder no império. Reginaldo tinha muitas dívidas devido a sua aliança com o rei inglês, e ele tinha despensas para manter as aparências na corte após ser elevado a duque.

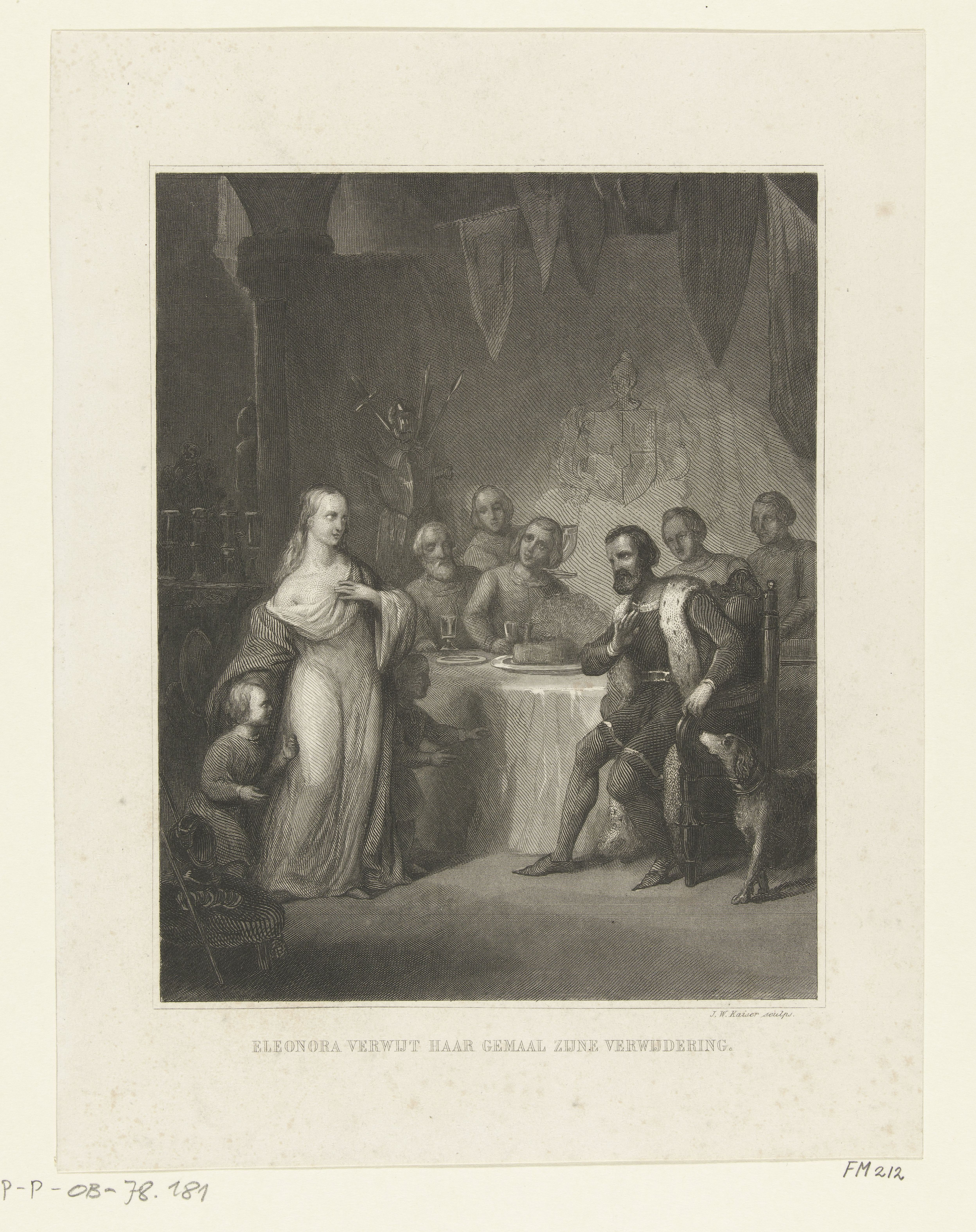
Leonor censura seu marido, o conde Reginaldo II, por sua expulsão no ano de 1342. Ela prova ao marido que não é leprosa e que ele, portanto, a repudiou injustamente. Ela prevê a queda de sua casa, os dois filhos ao lado dela morrerão na batalha pelo nome de seu pai.

O duque faleceu em 12 de outubro de 1343, quando tinha 47 ou 48 anos, na cidade de Arnhem. Há dois relatos sobre a causa da morte: o primeiro diz que ele morreu como resultado de um acidente de cavalo, e o outro diz que ele morreu durante uma missa após cair da cadeira e quebrar o pescoço. Ele pode, portanto, ter ganhado o apelido de "o Negro", porque teria morrido durante um serviço religioso, o que foi visto como uma punição divina, e o apelido, então, insinuava culpa dele pela sua morte e maldade. Porém, é possível que isso seja falso, já que ele era chamado de "o Vermelho" em vida, em ocasião de seu cabelo ruivo.

### Regência e Morte
Viúva, a duquesa assumiu a custódia do filho mais velho, o novo duque Reginaldo III, e passou a governar como regente em seu nome, em Gueldres e Zutphen. Agora no poder, ela mandou prender Jan Moliart, e seus bens foram confiscados, o acusou de se enriquecer, de favoritismo, e do uso ilegal do sinete ducal. A duquesa testemunhou contra Moliart, mais uma vez refutando a acusação de lepra, e exigiu a pena de morte. Ele quase foi executado, porém, a sentença decretada foi prisão.
Leonor emitia outorgas no nome do filho, e controlava as finanças com o auxílio de vários nobres e ministros. Ela criou duas casas da moeda, onde suas próprias moedas como governante eram cunhadas. Além disso, a duquesa fez o seu melhor para reconciliar o seu filho briguento com o irmão mais novo, Eduardo, que tinha se rebelado contra ele em 1350, algo que Reginaldo ressentia muito.
Apesar de sua regência ter sido oficialmente reconhecida, Leonor teve de confrontar um parente do falecido marido, João de Valkenburg, eleito estatuder, que exigiu o direito de dividir o governo com ela. O outro regente era, na verdade, o irmão de João, Teodorico.  Outro ameaça ao poder de Leonor era a reinvindicação a sucessão do ducado por parte da filha mais velha do primeiro casamento de Reginaldo. Eventualmente, os Valkenburg dificultaram tanto a situação para ela, que Leonor foi forçada a renunciar a sua posição de regente, em 1344, quando o filho foi declarado maior de idade com apenas 11 anos.
Em 1350, incitado pela mãe, o filho mais novo, Eduardo começou uma guerra civil contra o irmão mais velho pelo controle de Gueldres. Quando Leonor tentou reconciliar os dois, Reginaldo III rejeitou a tentativa e a duquesa viúva teve seus bens confiscados.  Assim, Leonor se retirou da vida pública, e passou a usar o título de Senhora de Veluwe, pois a província era parte de seu vidualitium.
Leonor tornou-se a mecenas de várias comunidades monásticas, tanto dentro de Gueldres, quanto fora. Ela favorecia a Ordem de Santa Clara, e viajou para vários mosteiros da Ordem. Durante os seus últimos anos, a duquesa viúva viveu em Deventer, que era parte da Liga Hanseática, onde já tinha vivido antes quando foi banida pelo marido. Ela supostamente era orgulhosa demais para pedir a ajuda do irmão, Eduardo III.
A princesa faleceu, pobre, em 22 de abril de 1355, aos 36 anos de idade, e foi enterrada na Abadia de Deventer, a qual ela mesma havia fundado, na frente do altar. Apesar de sua tumba ter sido mudada de lugar mais tarde, para o fundo da igreja, o seu corpo permaneceu enterrado no mesmo local. 

## Descendência
- Reginaldo III de Gueldres (13 de maio de 1333 - 4 de dezembro de 1371), sucessor do pai, porém, enfrentou uma rebelião do irmão, acabou sendo derrotado em Tiel, e aprisionado no Castelo de Nijenbeek. Eduardo, então, se tornou o novo duque em 1361. Após a morte dele, Reginaldo sucedeu novamente ao título. Foi casado com a prima Maria de Brabante, neta da princesa Margarida da Inglaterra, Duquesa de Brabante, filha de Eduardo I, que era bisavô materno de Reginaldo. Teve apenas um filho ilegítimo, João de Hattem, e uma filha ilegítima, Ponte de Gueldres, esposa de João de Groesbeek, senhor de Heumen e Malden. Era chamado de Reginaldo, o Gordo, pois tornou-se tão grande enquanto estava preso, que mesmo com as portas abertas não era capaz de sair, e elas tiveram de ser derrubados após a morte de Eduardo para que ele fosse solto;[10]
- Eduardo de Gueldres (12 de março de 1336 - 24 de agosto de 1371), tornou-se duque após derrotar o irmão, tendo sido encorajado pela mãe a se rebelar. Em 1371, o seu cunhado, Guilherme II, Duque de Jülich, casado com a meia-irmã de Eduardo, Maria, entrou numa disputa com Venceslau I de Luxemburgo, o que culminou na Batalha de Baesweiler, na qual Venceslau foi derrotado por Guilherme. Eduardo lutou na batalha, porém, veio a falecer devido aos ferimentos infligidos. Ele foi noivo de Catarina da Baviera, filha de Alberto I da Baviera, porém, devido à morte do noivo, Catarina se casou com o sobrinho dele, Guilherme, Duque de Jülich e Gueldres.

Como Reginaldo e Eduardo não tiveram herdeiros, aconteceu outra guerra de sucessão. O partido Bronkhorster apoiou a meia-irmã deles, Maria, esposa do duque de Jülich, enquanto que o partido Heerkeren apoiava a outra meia-irmã, Matilde, esposa de João II, Conde de Blois. Em 1377, o imperador Carlos IV deu o ducado de Gueldres e condado de Zutphen para o filho de Maria, Guilherme.